# Ostsee-Runensteine
Die Ostsee-Runensteine sind primär Runensteine der Wikinger aus der Mälar-Region in Schweden, die zur Erinnerung an Menschen aufgestellt wurden, die im Baltikum oder in Finnland ihr Leben verloren.
Über 130 Runensteine werden analog zu markanten benutzten Worten in sieben Gruppen unterteilt:
Ostsee- (Baltikum und Finnland betreffend, 14 Steine), England- (30), Griechenland- (30), Hakon Jarl- (3), Italien- (2), Ingvar- (26) und etwa 30 Waräger-Runensteine, die es auch in Dänemark und Norwegen in je einem Exemplar gibt (Russland, Belarus, die Ukraine und angrenzende Gebiete betreffend).

## Gästrikland

Ostseerunensteine
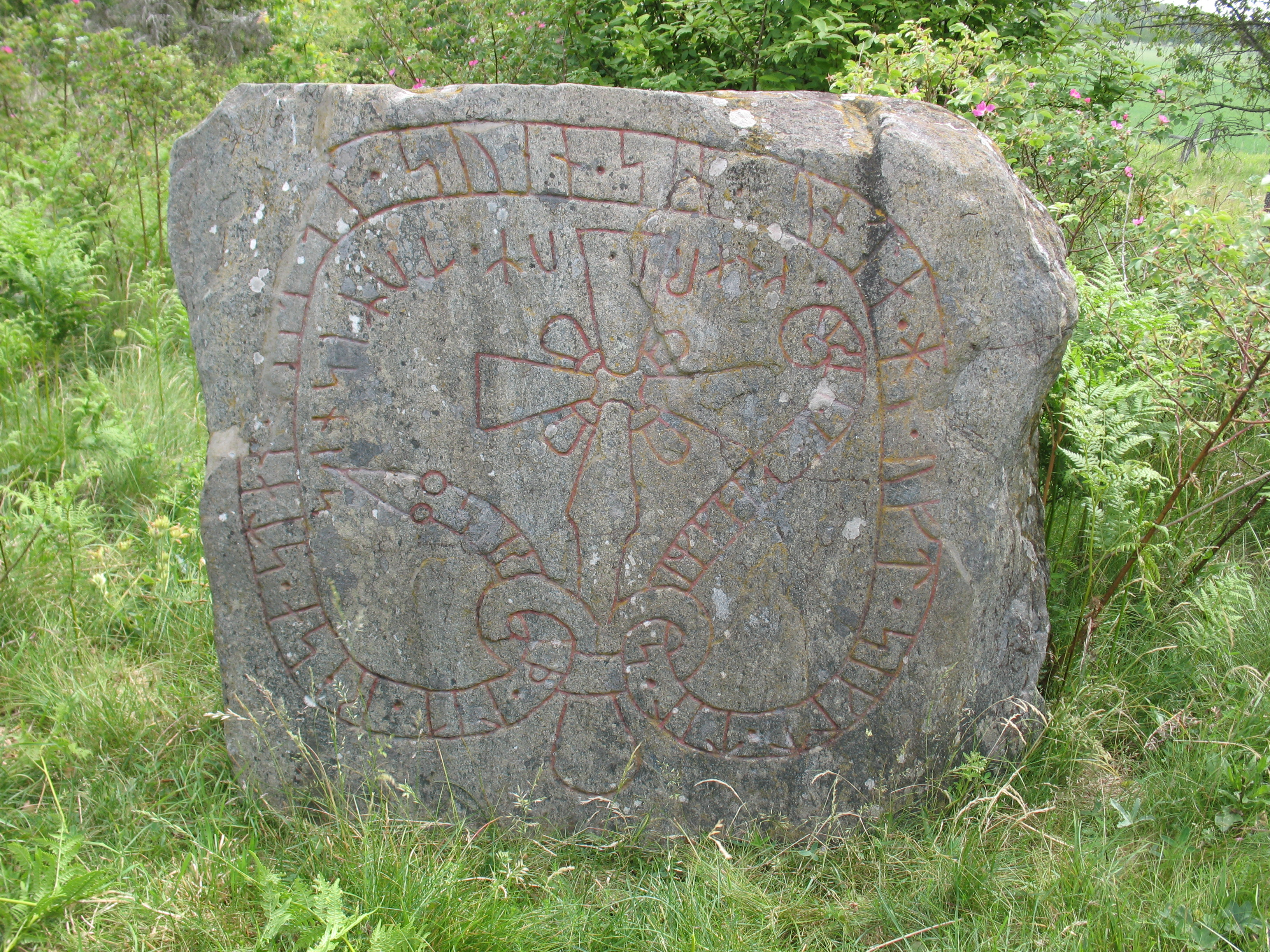
Sö 198, Runenstein von Mervalla
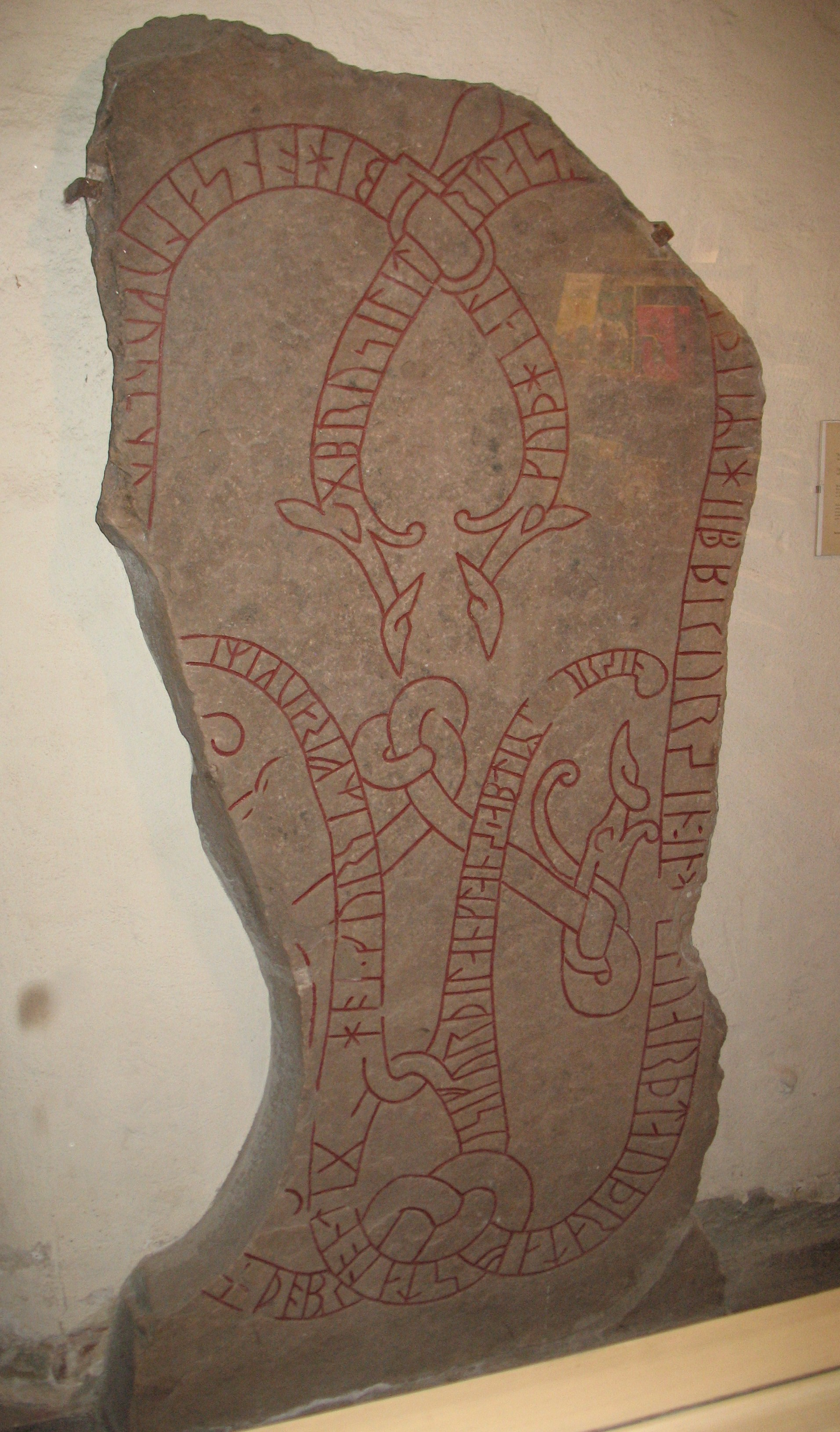
Runenstein Gs 13
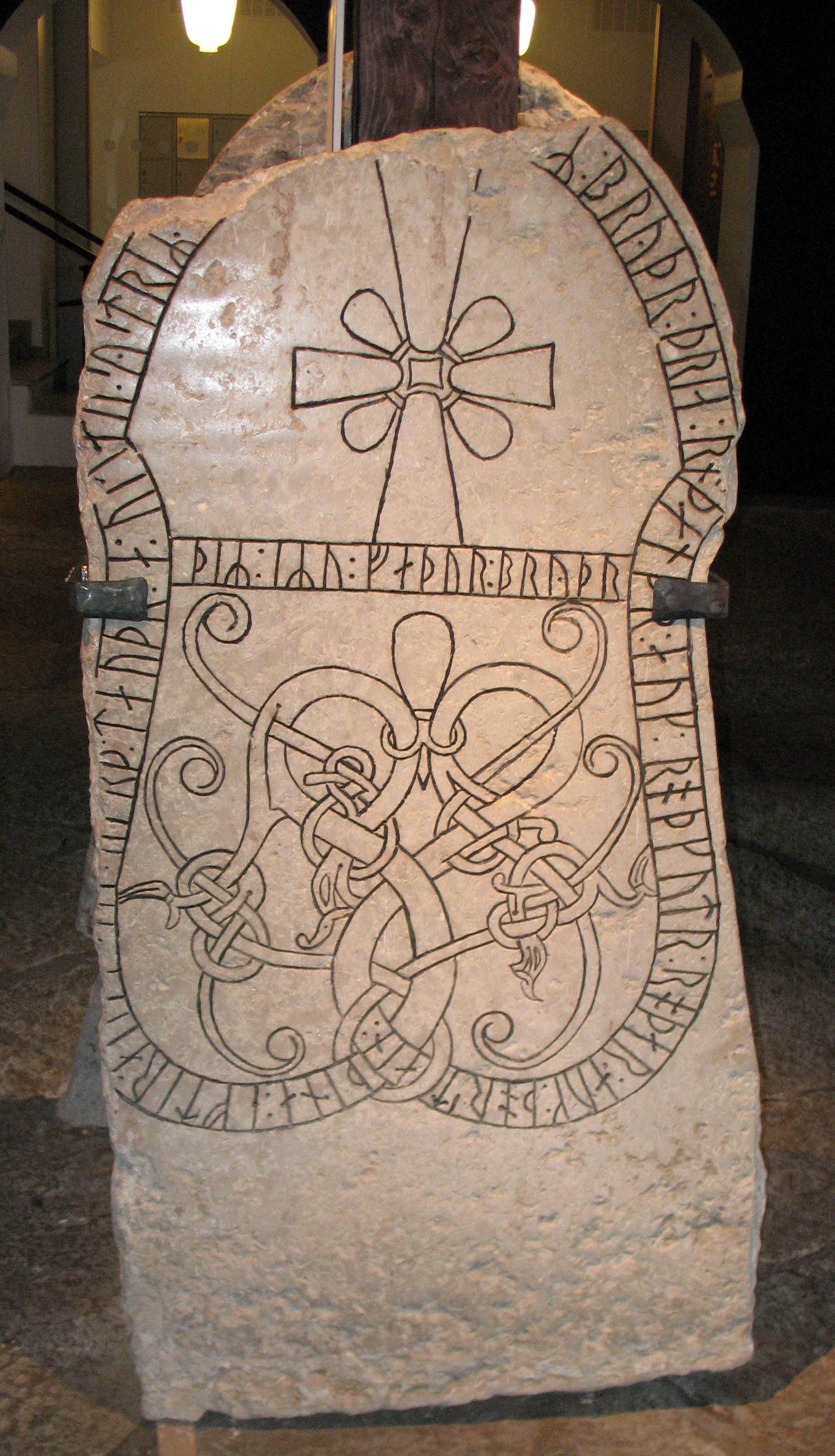
Runenbildstein G 135 in der Kirche von Sjonhem
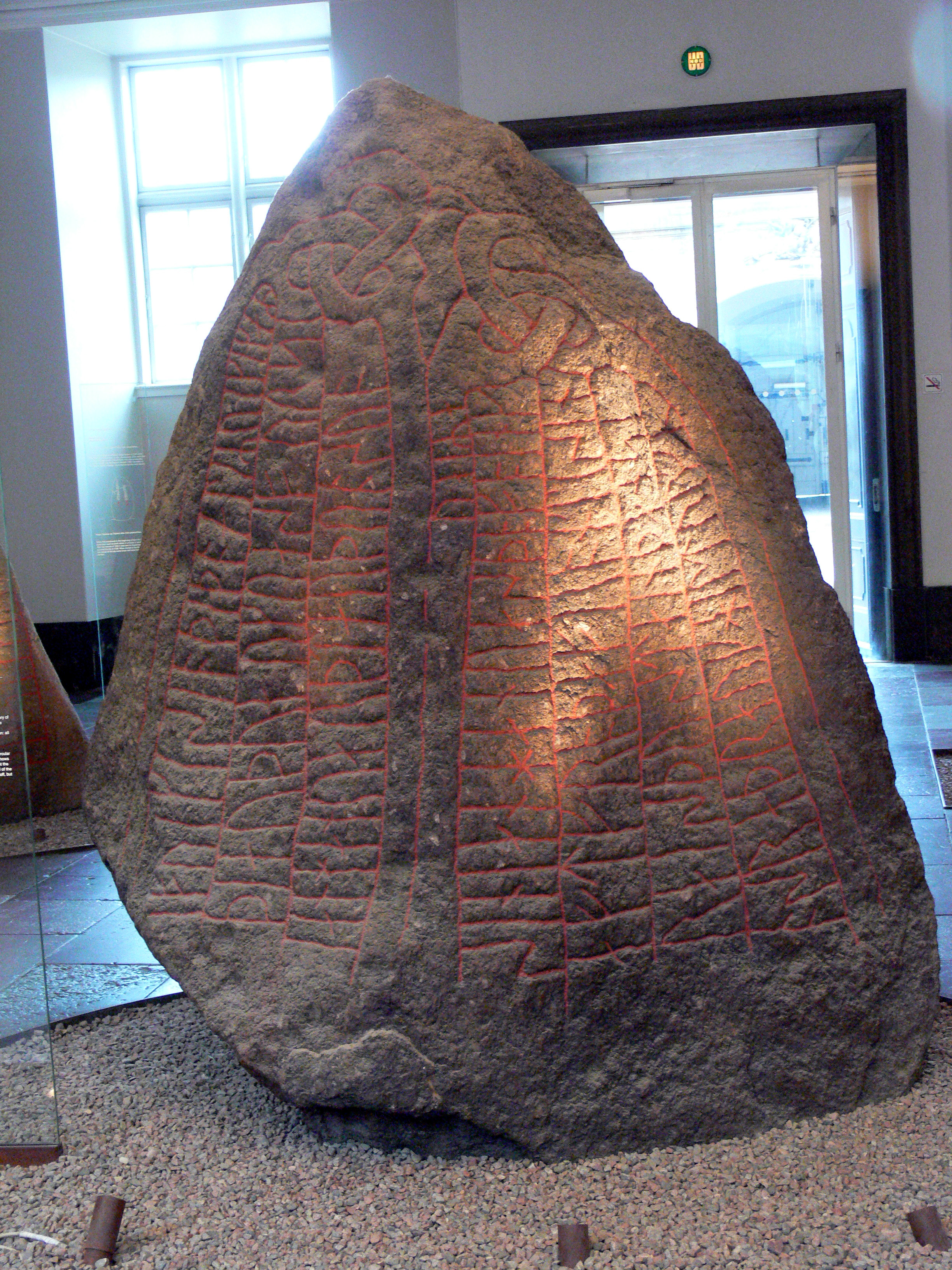
DR 216 Runenstein von Tirsted

- Gs 13 ist ein Runenstein aus Sandstein in der Kirche von Gävle in Gästrikland. Er erinnert an Egill, der in Tavastia oder Tafeistaland (Südwestfinnland) bei einer Leidang unter Führung des Wikingerhäuptlings Freygeirr um 1050 n. Chr. starb. Freygeirr (Freyr’s Speer) wird auf weiteren fünf Runensteinen erwähnt. Nach einer neueren Übersetzung von Henrik Williams soll der Text lauten:  „Brusi setzte diesen Stein in Erinnerung an Egill, sein Bruder. Und er starb in Tafeistaland, wo Brusi trug den langen Speer (= Kampfstandarte) nach seinem Bruder. Er reiste mit Freygeirr. Möge Gott und die Gottes Mutter seiner Seele helfen. Sveinn und Ásmundr ritzten die Runen.“

## Gotland
- G 135 einer der Runenbildsteine von Sjonhem erzählt von der gleichen Familie wie die Steine G 134 und G 136. Er wurde in Erinnerung an einen Mann errichtet, der in Ventspils in Lettland starb.
- G 319 ist eine Runeninschrift auf einer Grabplatte (schwed. Gravhälle) des frühen 13. Jahrhunderts in der Kirche von Rute. Sie erinnert an Audvald, der in Finnland starb.

## Södermanland

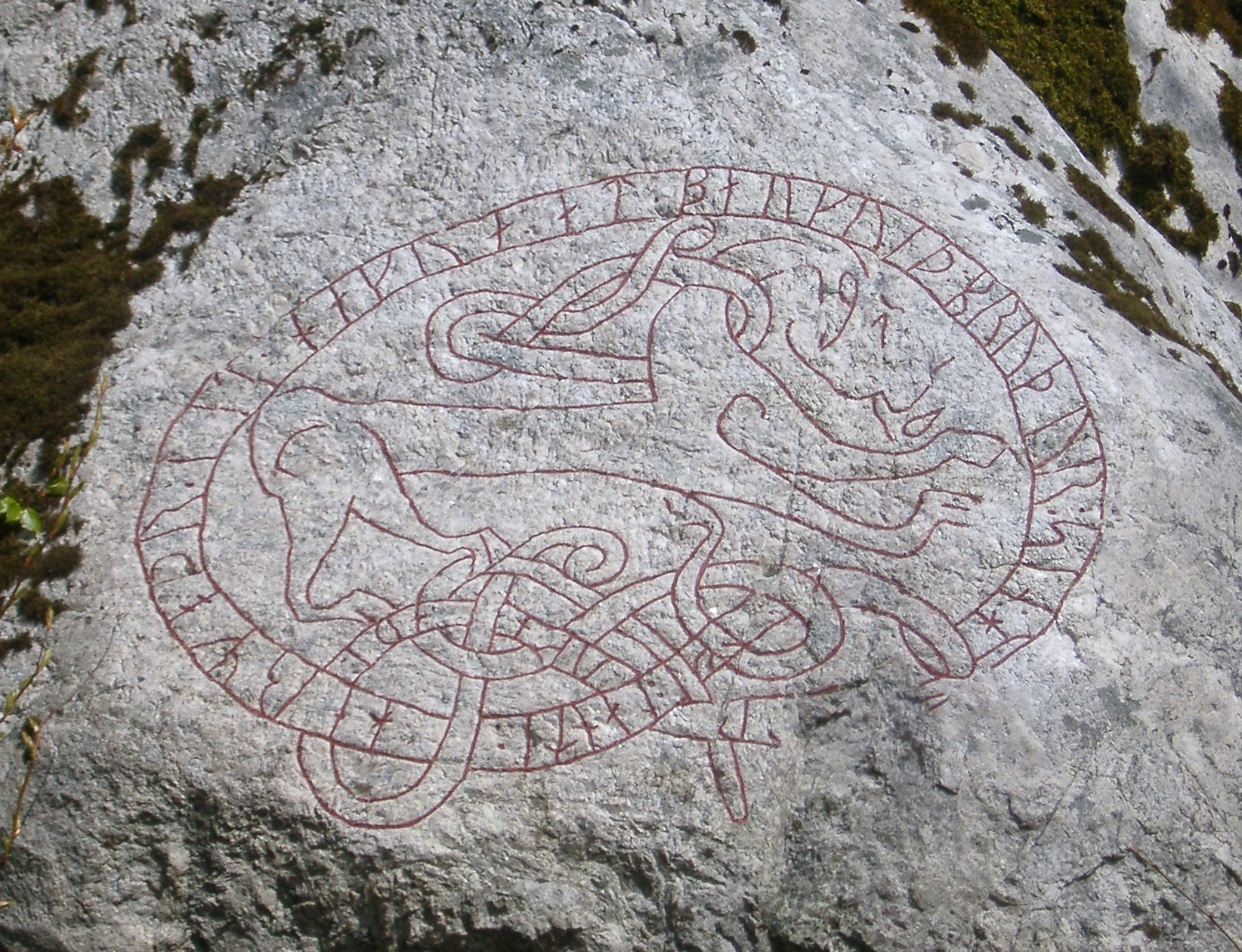
Runenfelsen Sö 39

- Sö 39 ist eine Runeninschrift mit einer Tierdarstellung auf einem Felsen in Lifsinge. Sie erinnert an einen Bruder, der in Livland ertrank.
- Sö 198, der Runenstein von Mervalla, steht auf der Insel Selaön im Mälaren. Er wurde in Erinnerung an einen Mann aufgestellt, der regelmäßig nach Zemgale segelte.

## Uppland

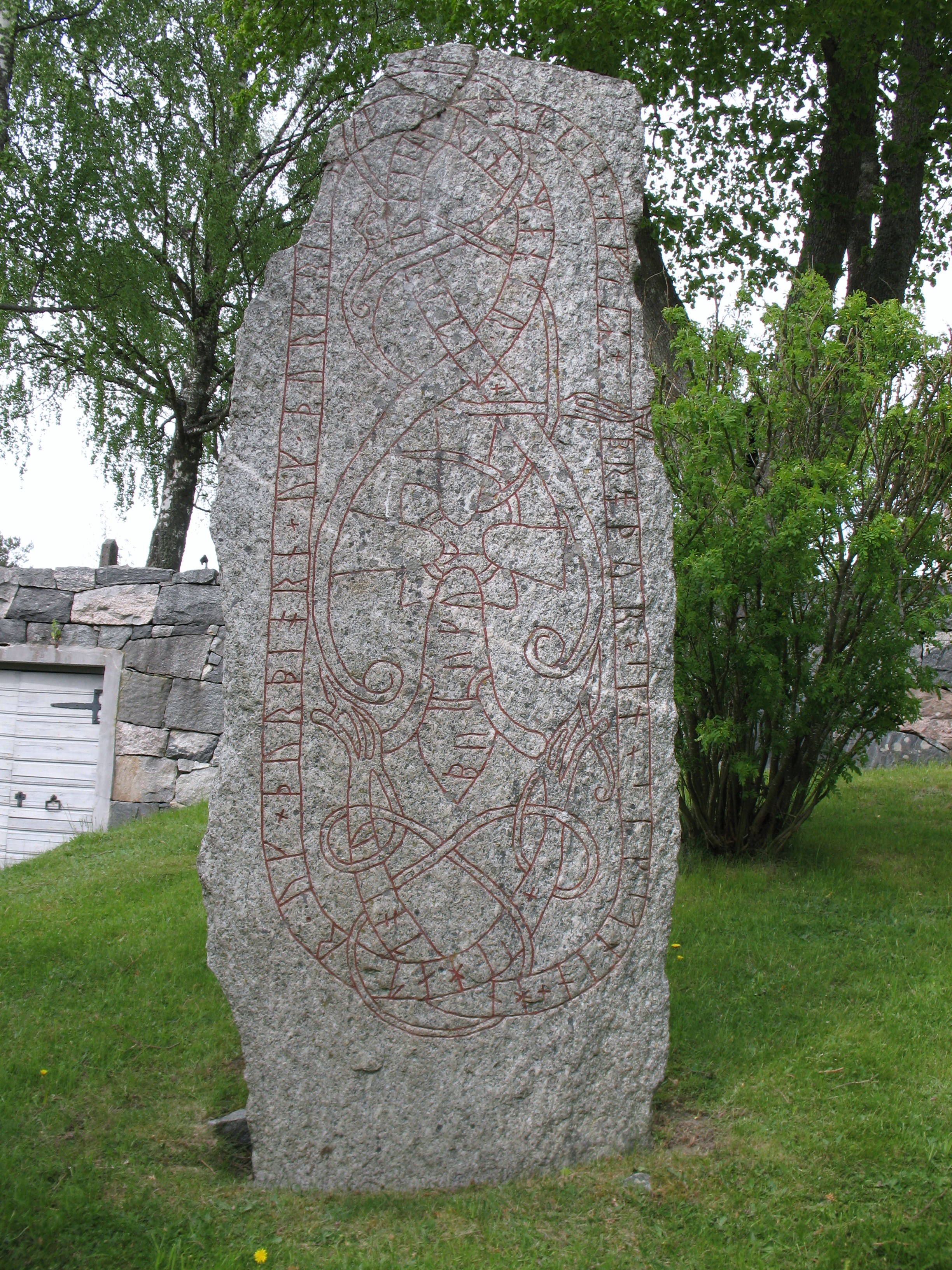
U 180

- U 180 von Össeby-Garn erinnert an einen Mann, der entweder in Viborg in Jütland oder in Vyborg in Karelien starb.
- U 214 und U 215 von Vallentuna wurden in Erinnerung an einen Mann errichtet, der in der Holmr’s See ertrank. Jansson interpretiert sie als „Nowgoroder Meer“ und verweist auf den Golf von Finnland.
- U 346 von Frösunda ist nur zeichnerisch überliefert. Er wurde für einen Mann, der in Virland starb, aufgerichtet.
- U 356 von Ängby wurde für den Sohn einer Frau aufgestellt, der in Virland (Estland) starb. Es enthält die gleiche Botschaft wie U 346.
- U 439 von Steninge existiert nur noch als von Johannes Bureus 1595 erstellte Zeichnung. Wegen Unsicherheiten in der Entzifferung kann er sowohl das Wort Virland als auch Serkland enthalten und wäre dann einer der Ingvarsteine.
- U 533 von Roslags-Bro wurde in Erinnerung an einen Mann errichtet, der in Estland fiel.
- U 582 von Söderby-Karl existiert nur noch als Zeichnung. Er erinnert an einen Sohn, der in Finnland fiel.
- U 698 von Veckholm existiert ebenfalls nur noch als Zeichnung. Die schwer lesbare Inschrift bezieht sich auf einen Mann, der in Livonia starb, möglicherweise bei einer Expedition unter Führung des Wikingerhäuptlings Freygeirr, um 1050 n. Chr. Freygeirr wird auf fünf weiteren Runensteinen (Gs 13, DR 216, U 518 und U 611) erwähnt.

## Västergötland
- Vg 181 (Olsbrostenen) wurde in Erinnerung an einen Mann, der in Estland fiel, errichtet.

## Dänemark
- DR 216 von Tirsted auf Lolland ist der zweitgrößte Runenstein Dänemarks, der in Erinnerung an einen Krieger aufgestellt wurde, der nach Schweden (Svitjod) ging und im Gefolge eines Freygeirr kämpfte. Er ist einer der Steine, die belegen, dass sich die Wikinger auch selbst „vikingr“ nannten.